# Linum capitatum
Linum capitatum är en linväxtart. Linum capitatum ingår i släktet linsläktet, och familjen linväxter.

## Underarter
Arten delas in i följande underarter:
- L. c. capitatum
- L. c. serrulatum

## Bildgalleri

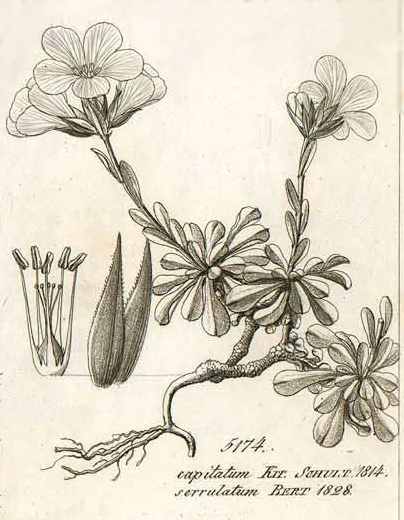